# Міннесота Вайкінгс
«Міннесо́та Вайкінгс (англ. Minnesota Vikings) — заснована у 1961 професійна команда з американського футболу розташована в місті Міннеаполіс, Міннесота. Команда є членом Північного дивізіону, Національної футбольної конференції, Національної футбольної ліги.
Домашнім полем для «Вайкінгс» є TCF Бенк Стедіум.
«Вайкіннс» досі не виграли жодного Суперболу (чемпіонат Американського футболу) (англ. AFC-NFC Super Bowl).

## Посилання

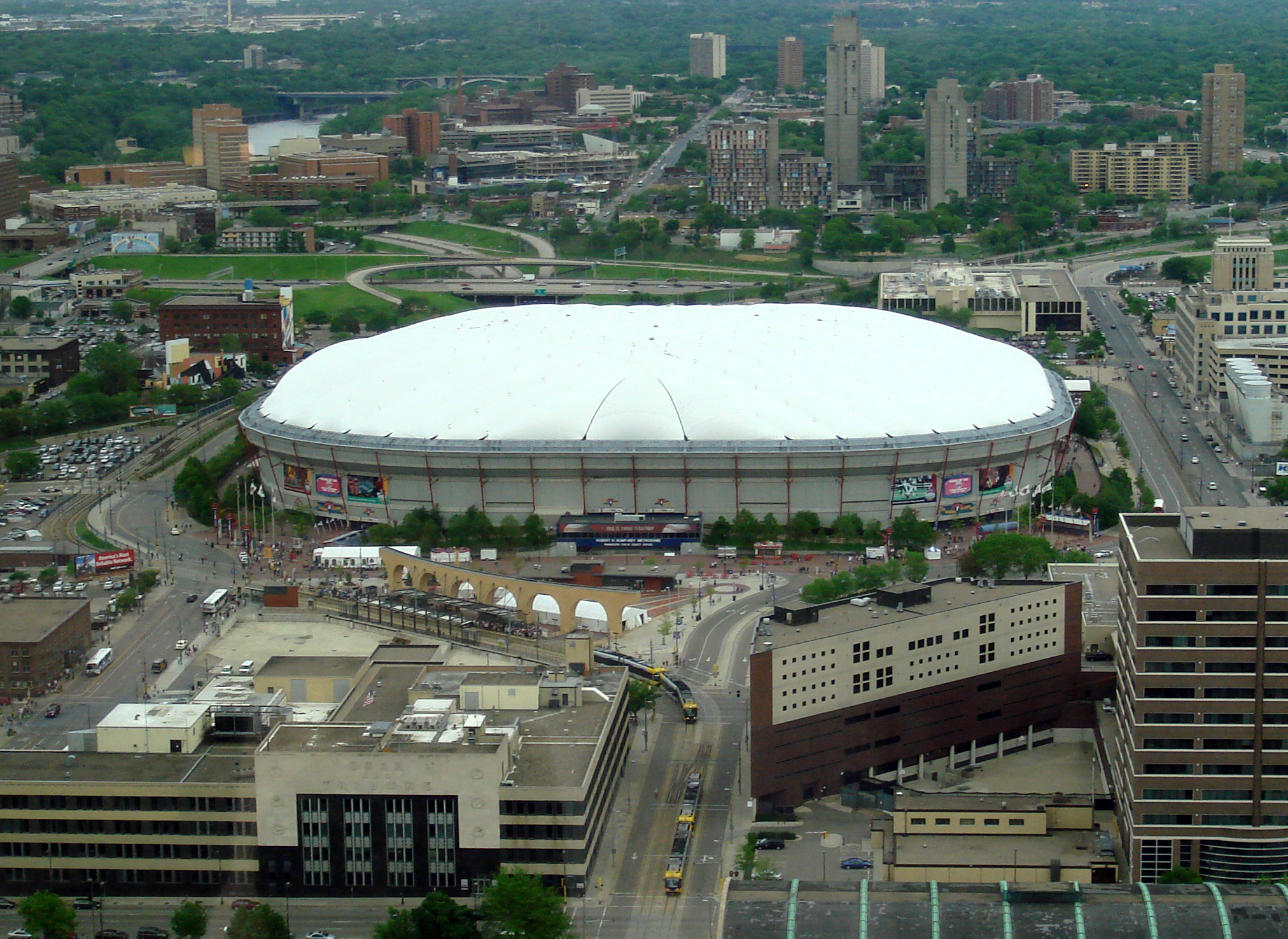
Метродом ім. Гюберта Г. Гамфрі